# Classe Ardent (canonnière)
Pour les articles homonymes, voir Classe Ardent.
La classe Ardent est une classe de canonnières françaises de la Première Guerre mondiale et de l’entre-deux-guerres. Entre 1915 et 1917, 23 navires de ce type ont été construits dans sept chantiers navals. Ces unités sont mises en service dans la Marine nationale en 1916-1917 et prennent part aux hostilités, opérant dans l’océan Atlantique et la mer Méditerranée. La plupart des unités ont été retirées du service dans l’entre-deux-guerres, et quatre ont survécu jusqu’à la Seconde Guerre mondiale.

## Conception
Les navires de la classe Ardent ont été commandés dans le cadre du programme d’expansion navale français de 1916 et 1917,. Ils étaient initialement classés comme canonnières anti-sous-marines (ASM), ou pour reprendre l’expression de l’époque, « canonnières contre sous-marins »,. Plus tard, ils ont été reclassés comme avisos de 2e classe. L’état-major de la marine française a commandé en 1916, ces 23 navires, qui furent nommés « classe Ardent ».
Les navires étaient dans l’ensemble identiques aux bateaux de la classe Friponne, dont ils différaient principalement par le type de machines : les navires de la classe Ardent étaient équipés de machines à vapeur (dans de nombreux cas démontés de torpilleurs côtiers déclassés, ce qui fait qu’ils différaient sensiblement les uns des autres en ce qui concerne la puissance et la vitesse) tandis que les canonnières de la classe Friponne étaient équipées de moteurs Diesel,. Tous avaient des étraves en forme d’arc, mais ils différaient par la forme des superstructures et les équipements.
Les navires étaient des canonnières conçues pour la lutte anti-sous-marine. La longueur totale de la coque était de 60,2 mètres, la largeur de 7,2 mètres et le tirant d'eau de 2,9 mètres,. Le déplacement à charge normale variait de 266 tonnes (Agile, Ardent, Emporté, Espiègle, Étourdi, Éveillé, Inconstant et Sans Souci) à 310 tonnes (tous les autres), et le déplacement à pleine charge variait entre 400 et 410 tonnes,. Les navires étaient propulsés par une (Agile, Ardent, Emporté, Espiègle, Étourdi, Éveillé, Inconstant et Sans Souci) ou deux (tous les autres) machines à vapeur verticales à triple expansion, d’une puissance totale de 1200 à 2200 ch, entraînant une ou deux hélices,. La vapeur était fournie par deux chaudières à charbon du Temple ou Normand,. La vitesse maximale des navires était comprise entre 14 et 17 nœuds,. Les navires transportaient 85 tonnes de combustible, ce qui leur permettait d’atteindre une autonomie de 2000 milles marins à une vitesse de 10 nœuds,.
Les canonnières étaient armées de deux canons de calibre 145 mm modèle 1910 L/45 (Ardent, Étourdi et Sans Souci) ou de 100 mm modèle 1897 L/45 (tous les autres) en affûts simples et de deux toboggans pour grenades anti-sous-marines,.
L’équipage d’un navire était composé de 55 officiers, officiers mariniers et matelots,.

## Construction
Sur les 23 navires de la classe Ardent, trois ont été construits à l’Arsenal de Brest, trois à l’Arsenal de Rochefort, cinq au chantier naval des Chantiers et Ateliers de Provence à Port-de-Bouc, trois au chantier naval des Forges et chantiers de la Gironde à Bordeaux, deux au chantier de la Société Nouvelle des Forges et chantiers de la Méditerranée à La Seyne-sur-Mer, deux aux Ateliers et chantiers de la Loire à Saint-Nazaire, et cinq à l’Arsenal de Lorient,. Leurs quilles ont été posées en 1915-1917 et ils ont été lancés en 1916-1917,.

## Navires de la classe
| Nom          | Chantier naval   | Pose de la quille | Lancement    | Mise en service | Destin                                                                               |
| ------------ | ---------------- | ----------------- | ------------ | --------------- | ------------------------------------------------------------------------------------ |
| Agile        | Brest            | 1916              | 1916         | 1916            | retirée du service en 1933                                                           |
| Alerte       | Rochefort        | 1916              | 1916         | 1916            | retirée du service en 1936                                                           |
| Ardent       | Brest            | 1916              | 5 mars 1916  | 1916            | retirée du service en 1936                                                           |
| Audacieuse   | Port-de-Bouc     | 1916              | 1917         | 1917            | ferraillé en 1940                                                                    |
| Batailleuse  | Port-de-Bouc     | 1916              | 1917         | 1917            | Coulée comme navire-cible en 1938                                                    |
| Belliqueuse  | Bordeaux         | 1916              | 1917         | 1917            | retirée du service en 1928                                                           |
| Boudeuse     | La Seyne-sur-Mer | 1916              | 1916         | 1916            | retirée du service en 1920, vendue à la Roumanie                                     |
| Capricieuse  | Saint-Nazaire    | 1916              | 1916         | 1916            | retirée du service en 1934                                                           |
| Courageuse   | Rochefort        | 1916              | 1916         | 1916            | retirée du service en 1920                                                           |
| Curieuse     | Lorient          | 1916              | 1916         | 1916            | retirée du service en 1926                                                           |
| Dédaigneuse  | Bordeaux         | 1916              | 1916         | 1916            | coulée le 27 novembre 1942, devenue en 1943 le FR 56 italien puis le M-6020 allemand |
| Emporté      | Saint-Nazaire    | 1916              | 1916         | 1916            | retiré du service en 1927                                                            |
| Espiègle     | Rochefort        | 1916              | 1916         | 1916            | retiré du service en 1920                                                            |
| Étourdi      | Lorient          | 1916              | 21 mars 1916 | 1916            | Coulé le 19 juin 1940                                                                |
| Éveillé      | La Seyne-sur-Mer | 1917              | 1917         | 1917            | retiré du service en 1928                                                            |
| Gracieuse    | Lorient          | 1916              | 1916         | 1916            | retirée du service en 1938                                                           |
| Impétueuse   | Bordeaux         | 1916              | 1917         | 1917            | retirée du service en 1938                                                           |
| Inconstant   | Brest            | 1916              | 6 mars 1916  | 1916            | retiré du service en 1933                                                            |
| Malicieuse   | Port-de-Bouc     | 1916              | 1916         | 1916            | retirée du service en 1939                                                           |
| Moqueuse     | Lorient          | 1916              | 1916         | 1916            | détruite en 1923                                                                     |
| La Railleuse | Port-de-Bouc     | 1916              | 1916         | 1916            | retirée du service le 1er mars 1920                                                  |
| Sans Souci   | Lorient          | 1 décembre 1915   | 1916         | 1916            | retiré du service en 1936                                                            |
| Tapageuse    | Port-de-Bouc     | 1916              | 1917         | 1917            | ferraillée en 1944                                                                   |

## Service
Les navires de la classe Ardent ont été mis en service dans la Marine nationale en 1916-1917,. Ils ont servi pendant la Première Guerre mondiale dans l’océan Atlantique et la mer Méditerranée,. Entre 1918 et 1920, les canonnières ont été converties en dragueurs de mines, avec l’ajout d’un équipement mécanique de dragage,. La plupart des navires ont été désarmés dans l’entre-deux-guerres,. Quatre unités ont survécu jusqu’au déclenchement de la Seconde Guerre mondiale. Celle ayant la plus longue période de service (jusqu’en 1944) était la Tapageuse, qui a été reprise par la France libre en novembre 1942,.